# Feliciano Zách

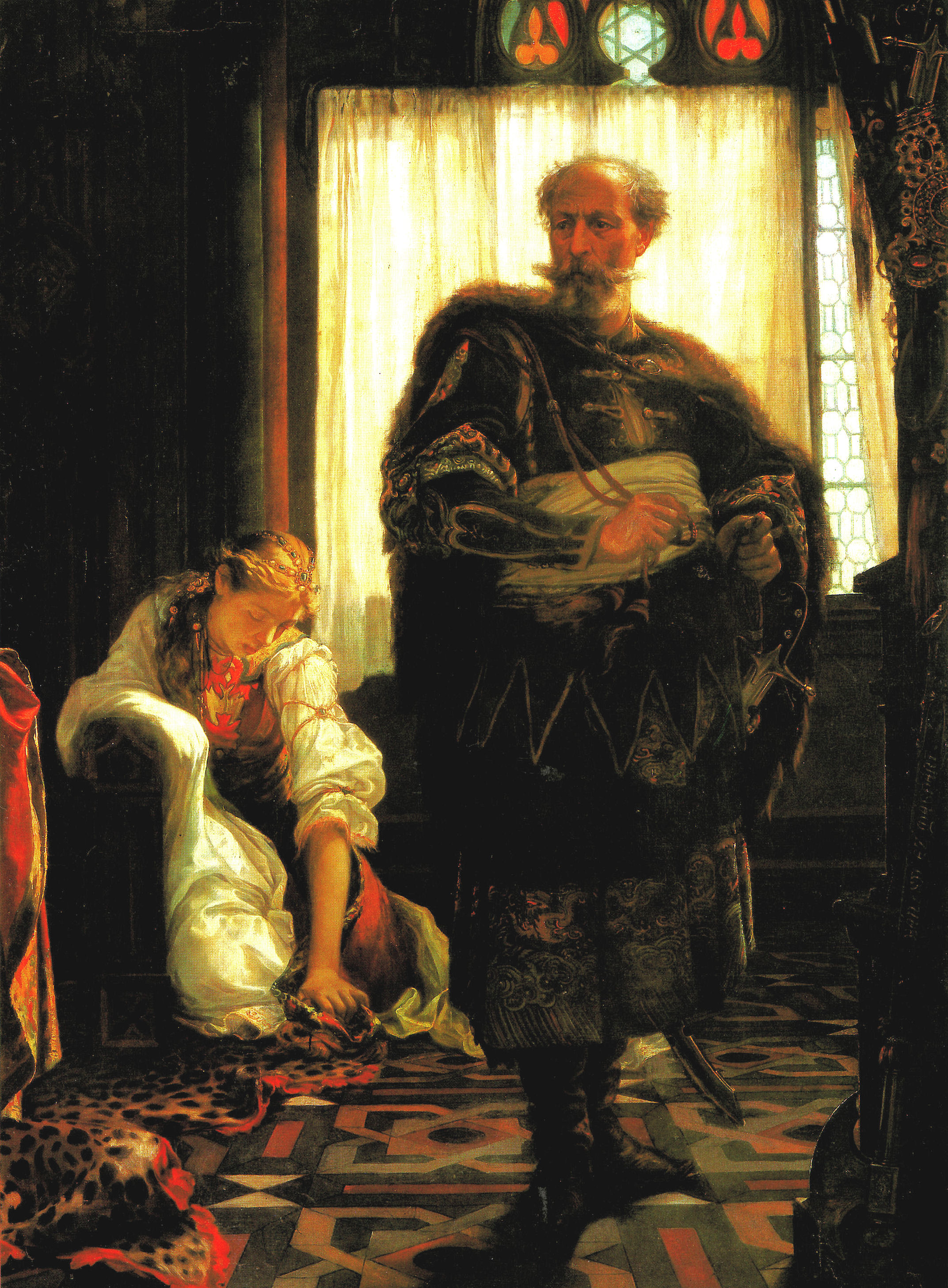
Feliciano Zách y su hija Clara. Obra de Viktor Madarász (1858).

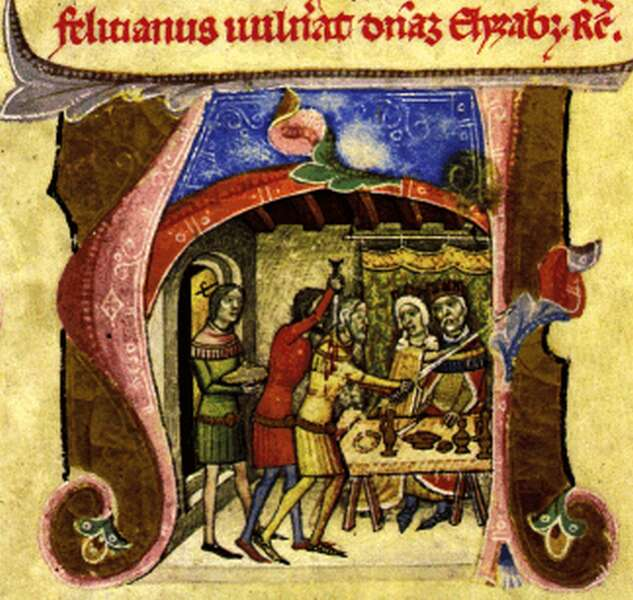
Atentado del noble Feliciano Zách contra su rey Carlos I Roberto de Hungría. Imagen de la Crónica Ilustrada húngara.

Feliciano Zách (en húngaro: Zách Felicián) (? – Visegrado, 17 de abril de 1330). Noble y militar húngaro del siglo XIV. Miembro de la Orden de los caballeros de San Jorge. Fue ejecutado junto con su familia por el rey Carlos I Roberto de Hungría luego de intentar asesinarlo. 

## Biografía
Feliciano Zách sirvió en el inicio de su carrera política al noble oligarca húngaro Mateo Csák, que era el señor feudal de los territorios del norte del Reino de Hungría. Zách, estando del lado de Csák, adquirió gran poder y enormes extensiones de tierra, hasta que cambió de lealtad sirviendo al rey Carlos Roberto.
Como servicio incondicional, Feliciano aseguró al rey una entrada abierta y envió a su hija Clara Zách a la corte de Isabel Łokietek, reina consorte de Hungría. Ahí Clara conoció al hermano menor de Isabel, el príncipe Casimiro de Polonia, quien eventualmente sintió interés por la joven noble.
Las posteriores descripciones de los hechos ocurridos difieren en diversos aspectos, si bien fue porque el joven polaco deshonró a Clara Zách o porque su inocencia fue puesta en duda por una relación con Casimiro, quien la sedujo por instigación de la hermana mayor de la reina húngara, Isabel. En esencia, esto motivó a que el 17 de abril de 1330 Feliciano Zách irrumpiese en la corte del rey Carlos Roberto e intentase asesinar a la pareja real con su propia espada para vengar la deshonra en la que había caído su hija.
La mano derecha del monarca resultó ligeramente herida, sin embargo Isabel, tratando de proteger a sus hijos, recibió una terrible herida por la que perdió cuatro dedos de su mano derecha. Los pequeños príncipes no resultaron heridos, puesto que huyeron mientras sus criadores detenían a Zách. Uno de los siervos de la reina, Juan Pataki, consiguió detener al noble enardecido, que fue arrestado una vez que arribó la guardia real.

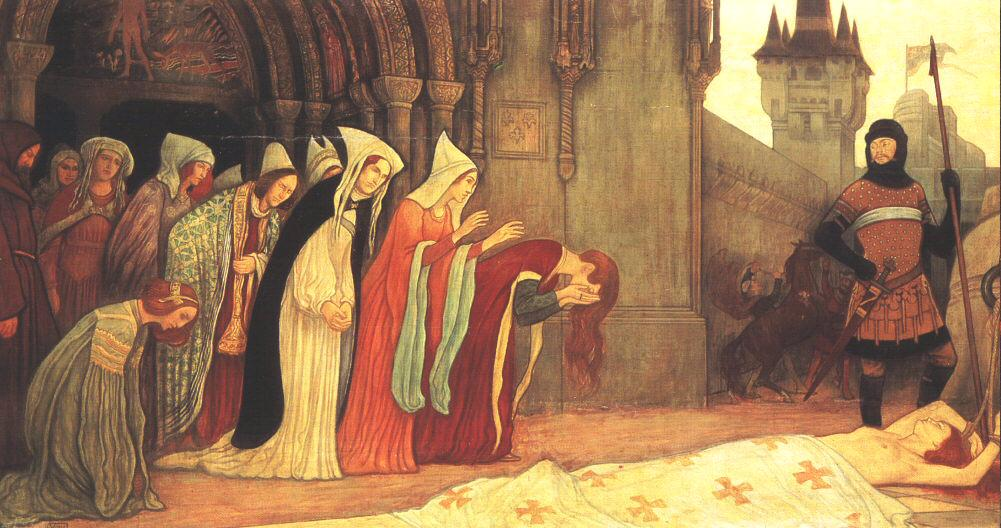
II. Historia de Clara Zách. Obra de Aladár Körösfői-Kriesch

Luego de darle muerte, su cuerpo desmembrado fue enviado a diversas partes del reino, condenando a muerte junto con él a toda su familia. De inmediato muchos nobles sugirieron que su familia completa debía ser exterminada, beneficiándose así ellos en el reparto de las enormes propiedades de Feliciano Zách. De esta forma, el hijo del noble fue atado con su siervo al rabo de un caballo y, luego de que murieron, sus partes fueron dadas de comer a los perros y cerdos en el mercado real. La hija de Feliciano, Sebe, fue llevada a la fortaleza de Léva donde fue decapitada. Su esposo murió por inanición encerrado en Tömölc. Los hijos de ambos fueron llevados por los cruzados a Rodas, donde fueron exiliados.
A su hija Clara Zách le cortaron la nariz, sus labios y ocho dedos. Luego la pasearon a caballo por todo el país, mientras que debía gritar que «ese era el castigo para el que traicionaba al rey». Durante esto, los demás parientes de Feliciano fueron o asesinados o exiliados.
El castigo propinado a la familia Zách fue un ejemplo extremo para consolidar la estabilidad y el respeto al poder real. Tiempo después, Carlos Roberto partió en un repentino viaje de peregrinación a Jerusalén para expiar sus pecados. Sin embargo, pronto regresó tras un breve viaje en barco, temiendo algún tipo de represalia por parte de los sobrevivientes vivos exiliados de la familia Zách.